# Никулино (Могилёвская область)
Никули́но (бел. Мікуліна) — деревня в составе Горского сельсовета Горецкого района Могилёвской области Республики Беларусь.

## Население
- 1999 год — 246 человек
- 2010 год — 155 человек